# Antigo castelo de Lochmaben
O Antigo castelo de Lochmaben foi um castelo do século XII na faixa de terra entre Loch Kirk e o Castelo de Loch, em Lochmaben, na Escócia.
O castelo de mota foi construído no século XII pela família de Brus, Lordes de Annandale. O castelo tornou-se a sede principal da família de Brus depois de o Castelo de Annan ter sido parcialmente destruído durante uma enchente no século XII. O castelo foi capturado em 1298 pelo rei Eduardo I da Inglaterra. O Rei Edward começou a fazer melhorias no castelo, antes de decidir construir o "Novo" Castelo de Lochmaben como uma substituição no século XIV, a sudeste.